# Dimitrios P (Schiff, 1921)
Die Dimitrios P war ein Küstenmotorschiff, das am 8. Januar 1968 in einer Bucht der griechischen Insel Imeri Gramvousa nordwestlich vor Kreta auf Position 35° 36′ 24″ N, 23° 34′ 53″ O
strandete. Es ist wegen seiner Lage auf dem Strand ein bekanntes Fotomotiv.

## Geschichte
Die Dimitrios P wurde am 7. Juli 1921 als Pentelikon für die HAPAG, Hamburg auf der Schiffs- und Dockwerft in Lübeck-Siems gebaut und in
Dienst gestellt.
Nach ihrer Indienststellung wechselte sie mehrmals ihre Eigner und ihren Namen:
- 1922 – verkauft an die Mathies Reederei KG, Hamburg, neuer Name Birgit
- 1928 – Übernahme der Mathies Reederei KG, Hamburg vom Norddeutschen Lloyd
- 1946 – 3. Oktober an Griechenland abgetreten, neuer Name Amfipolis (Αμφίπολις)[3]
- 1955 – verkauft an Domestinis Steamship Lines, Piraeus, neuer Name Evangelia (Ευαγγελια)
- 1957 – verkauft an Saporta & Peponis, neuer Name Dimitrios P[4]

## Strandung
Die Dimitrios P strandete am 8. Januar 1968 während eines schweren Sturmes, den sie in der Bucht von Gramvousa abwettern wollte.